# Givergis Paniker
Givergis Paniker (* 19. Februar 1912 in Karichal bei Alappuzha, Indien; † 23. Oktober 1986, ebenda) war ein katholischer Priester und Theologe der syro-malankarischen katholischen Kirche.

## Leben und Wirken
Givergis Paniker entstammte einer alten und angesehenen Familie der indischen Thomaschristen. Er wurde im heutigen Kerala geboren und gehörte der autokephalen Malankara-Syrisch-Orthodoxen Kirche an, welche nach dem sogenannten Schwur vom Schiefen Kreuz (1653) entstanden war und ihren ursprünglichen ost-syrischen Ritus (auch Chaldäischen Ritus) der Thomaschristen gegen den west-syrischen Ritus (auch Antiochischen Ritus) eingetauscht hatte. Ihre Mitglieder werden in Südindien auch Jakobiten genannt. 
Paniker besuchte das jakobitisch-orthodoxe M.D. Seminary in Kottayam und wurde 1928 von Metropolit Geevarghese Mar Dionysius (1858–1934) zum Diakon geweiht. 1929 heiratete er seine Frau Aleyamma.
1930 unterstellten sich die beiden jakobitisch-orthodoxen Bischöfe Geevarghese Mar Ivanios Panicker (1882–1953) und Jacob Mar Theophilos (1891–1956) unter Beibehaltung ihrer Liturgie dem Papst in Rom und begründeten damit die syro-malankarische katholische Kirche, eine orientalische Kirche eigenen Rechts innerhalb der römisch-katholischen Kirche.
Givergis Paniker unterstützte nachhaltig die Union mit Rom und schloss sich mit seiner Familie bereits 1931 der Malankarisch-Katholischen Kirche an. Mit kanonischer Sondererlaubnis empfing er 1936, als verheirateter Diakon, von Erzbischof Mar Ivanios die Priesterweihe.
Er lehrte als Professor am Päpstlichen St. Joseph’s Seminar in Alwaye und wurde zu einem der führenden malankarisch-katholischen Theologen. Insbesondere befasste er sich mit der Liturgie seiner Kirche und schrieb dazu eine eingehende Abhandlung, die in Buchform erschien, aber auch 1982 als Kapitel des Standardwerkes The eucharistic liturgy in the Christian East von Johannes Madey publiziert wurde. Der Geistliche wirkte neben seiner Lehrtätigkeit als malankarisch-katholischer Pfarrer in seinem Heimatort Karichal, wo er auch 1986 starb.   
Paniker hatte zwei Söhne, die beide wiederum katholische Priester wurden. Thomas Paniker, einer dieser Söhne, hat den theologischen Nachlass seines Vaters in zwei Bänden veröffentlicht, ebenso 1991 eine Neuauflage der Messerklärung The Holy Qurbono in the Syro-Malankara Church, welche sein bedeutendstes Werk ist.